# میودراگ بلوددیچ
میودراگ بلوددیچ (انگلیسی: Miodrag Belodedici؛ زادهٔ ۲۰ مهٔ ۱۹۶۴) یک بازیکن فوتبال اهل رومانی است.
از باشگاه‌هایی که در آن بازی کرده‌است می‌توان به والنسیا، استوا بخارست، باشگاه فوتبال ستاره سرخ بلگراد، ویارئال، و رئال وایادولید اشاره کرد.
وی همچنین در تیم ملی فوتبال رومانی بازی کرده است.